# Procession de village
Procession de village (en espagnol : Procesión de aldea) est une peinture réalisée par Francisco de Goya pour la promenade des ducs d'Osuna en 1786-1787, pour la cinquième reconstitution du Parc El Capricho. María Josefa Pimentel y Téllez-Girón, duchesse, était une femme cultivée et active dans les milieux des Lumières madrilènes. Pour la décoration de leur propriété, ils ont demandé à Goya une série de peintures de mœurs, similaires à celles des modèles pour tapis des demeures royales. Les tableaux ont été livrés à la famille de Osuna en 1787.

## Contexte de l'œuvre
Comme le reste de la série, la toile prend pour motif une scène populaire. Le reste de la série comprend : Le Mât de cocagne, La Balançoire, La Chute, L'Attaque de la diligence, La Conduite d'une charrue et Apartado de toros.

## Description et analyse
Ici, Goya présente l'une des processions habituelles lors des fêtes patronales de l'Espagne du XVIIIe siècle. La procession sort de la porte du temple, menée par le curé, le maire et les régisseurs, qui portent un étendard. L'image de la Vierge Marie est portée par quelques fidèles.
L'église et tout l'arrière plan est réalisé à coups de pinceau estompés.